# Justo Villar
Justo Wilmar Villar Viveros (* 30. Juni 1977 in Cerrito) ist ein ehemaliger paraguayischer Fußballtorhüter. Er bestritt 120 Länderspiele für sein Heimatland, mit dem er an drei Fußballweltmeisterschaften teilnahm und 2011 Vizemeister der Copa América wurde.

## Karriere

### Verein
Villar begann seine Profilaufbahn unter Trainer Ever Hugo Almeida beim Club Sol de América, wo er 1996 debütierte. Nach fünf Spielzeiten galt er als einer der besten Torhüter des Landes und wechselte zu Libertad Asunción, wo er 2002 und 2003 den Meistertitel holte. Von 2004 bis 2008 spielte Justo Villar für den argentinischen Verein Newell’s Old Boys. Hier wurde er zu einem der besten Spieler des Apertura-Turniers 2004 und musste in 19 Begegnungen nur elf Mal hinter sich greifen, wodurch sein Verein nach zwölfjähriger Durststrecke erstmals wieder einen nationalen Titel gewann. Im selben Jahr wurde er zum paraguayischen Fußballer des Jahres gewählt. Villar stieg zum Idol der Fans von Newell’s auf und spielte sich in den kommenden vier Jahren noch tiefer in die Herzen der Zuschauer.
Zur Saison 2008/09 ging er nach Europa zum spanischen Erstligisten Real Valladolid. Im Sommer 2011 wurde der Vertrag des mittlerweile 34-jährigen Villar bei Valladolid aufgelöst. Er wechselte daraufhin zum argentinischen Erstligisten Estudiantes de La Plata. Nach einem daran anschließenden halbjährigen Engagement beim Club Nacional in seiner Heimat Paraguay im Jahr 2013, spielte er von 2013 bis 2017 beim chilenischen Verein CSD Colo-Colo. Mit dem Klub aus der Hauptstadt Santiago de Chile gewann Villar 2014 die Clausura, 2015 die Apertura sowie 2016 den nationalen Pokal. Die letzten beiden Spielzeiten seiner Karriere stand Villar erneut beim Club Nacional unter Vertrag, ohne jedoch noch einmal zu einem Einsatz in der Liga zu kommen. 2018 beendete er seine Laufbahn.

### Nationalmannschaft
Seine Nationalmannschaftskarriere begann er am 3. März 1999 im Spiel gegen Guatemala. Nachdem er zur Fußball-Weltmeisterschaft 2002 noch als zweiter Ersatztorhüter teilgenommen hatte, wurde er für die WM 2006 als Nummer eins im paraguayischen Tor nominiert. Im ersten Spiel gegen England verletzte er sich jedoch schon nach acht Minuten und wurde gegen Aldo Bobadilla ausgewechselt, der ihn bis zum Ausscheiden Paraguays aus dem Turnier vertrat. Er qualifizierte sich mit Paraguay für die Fußball-Weltmeisterschaft 2010 in Südafrika. Hierbei stand Villar in 17 der 18 Qualifikationsbegegnungen im paraguayischen Tor und musste in dieser Zeit gerade einmal zwölf Gegentreffer hinnehmen. Auch bei der Weltmeisterschaftsendrunde stand er im Tor und zog mit seiner Mannschaft ins Viertelfinale ein, wo man knapp den Spaniern unterlag.
Bei der Copa América 2011 in Argentinien erreichte Villar mit seiner Mannschaft das Finale, das 0:3 gegen die uruguayische Fußballnationalmannschaft verloren wurde. Paraguay konnte im gesamten Turnier kein einziges Spiel in der regulären Spielzeit gewinnen. Insgesamt nahm Villar mit Paraguay von 1999 bis 2016 an allen sieben Copa América dieses Zeitraums teil.
Sein letztes Spiel für die Nationalmannschaft bestritt Villar im Jahr 2018 im Alter von 40 Jahren. Mit 120 Länderspielen ist er hinter Paulo da Silva (150) der Spieler mit den zweitmeisten Einsätzen für Paraguay (Stand Ende 2019).

## Nach der aktiven Laufbahn
Derzeit ist Villar Sportdirektor des paraguayischen Fußballverbands.

## Titel und Erfolge

### Verein
- Paraguayischer Meister: 2002 und 2003
- Argentinischer Meister: 2004 (Apertura)
- Chilenischer Meister: 2014/15-A, 2015/16-C
- Chilenischer Pokalsieger: 2016

### Nationalmannschaft
- Finale der Copa América 2011

## Auszeichnungen
- Paraguayischer Fußballer des Jahres: 2004
- Bester Torhüter der Copa América 2011